# Li Lisan

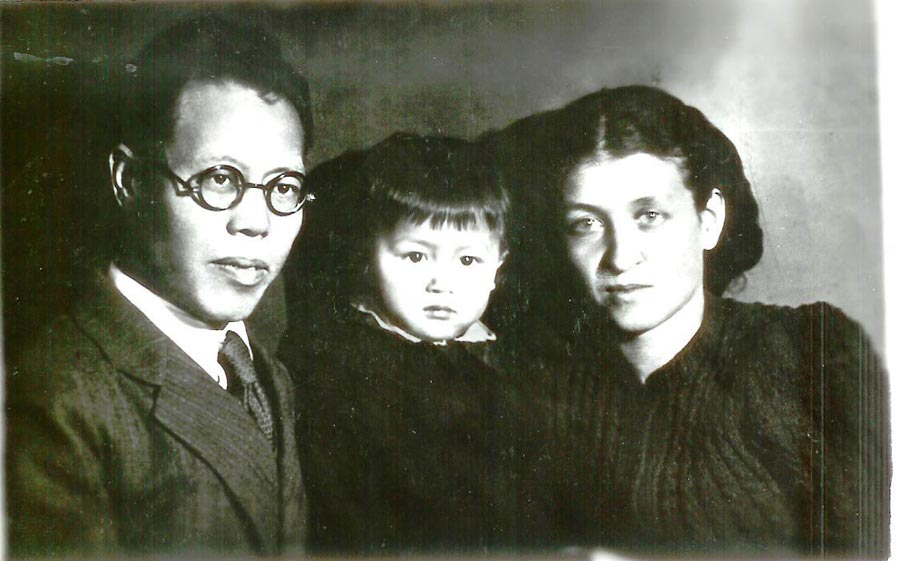
Portret van Lǐ Lìsān met zijn dochter en zijn vrouw Elizaveta Pavlovna Kisjkin. (1945)

Li Lisan (Chinees: 李立三, Hanyu pinyin: Lǐ Lìsān), geboren als Li Longzhi (Chinees: 李隆郅) (Liling (Hunan), 18 november 1899 – Peking, 22 juni 1967) was een leidend kaderlid van de Chinese communisten in de vroege periode, en hoofd van de Chinese Communistische Partij (CCP) van 1928 tot 1930.

## Jeugd
Li Lisan werd geboren in Liling, provincie Hunan (midden-China) in 1899, onder de name Li Rongzhi (familienaam Li). Zijn vader was leraar en onderwees Li in Chinese traditionele dichtkunst en klassieke literatuur. In 1915 ging hij in Changsha naar de middelbare school. Li ontmoette daar Mao Zedong, met wie hij bevriend raakte. Later trad Li toe tot het leger van een krijgsheer in Hunan. Een van de Divisiecommandanten, Cheng Qian (程潜), een bekende van Li’s vader, bekostigde vervolgens Li’s verdere studie in Peking.
In mei 1919 sloot Li zich aan bij de eerste studentenbeweging in Peking en deed mee aan studentenbetogingen tegen het Verdrag van Versailles dat de Japanse suprematie over China bekrachtigde, evenals die van de Britten en Fransen. Li Lisan hoorde bij de eerste groep Chinese (werk)studenten die op uitnodiging van de Franse regering in Frankrijk mocht studeren, waar ze in 1920 arriveerden. Hij werkte bij Le Creusot, maakte daar kennis met de idealen en praktijken van de vakbonden en communisten en deed mee aan stakingen. Li Lisan werd na een jaar (in 1921) uitgewezen met een honderdtal andere Chinese studenten na een bedrijfsbezetting in Lyon. Zij vormden de eerste generatie Chinese communisten.

## Vroege carrière
Bij zijn terugkeer in Shanghai sloot hij zich direct aan bij de Chinese Communistische Partij (CCP) en werd door de partij naar Anyuan (Hunan), niet ver van zijn geboortestad Liling, gestuurd om de mijnwerkers daar politiek te organiseren. Daar bleek hij over goede organisatorische en retorische talenten te beschikken waardoor de CCP veel leden in Anyuan wist te werven. Li werkte er samen met Liu Shaoqui die daar zijn plaatsvervanger werd. In 1923 leidde hij de eerste succesvolle staking van Chinese mijnwerkers in Anyuan. 
In mei 1925 opende de Britse politie het vuur op een Chinese betoging waarbij 13 doden vielen. Li Lisan activeerde een grote golf van protest, die zich over heel China uitbreidde. 
In 1926 kreeg Li Lisan de leiding over de arbeidersorganisatie van de CCP in het industriecentrum Wuhan (provincie Hubei) en was hij degene die feitelijk alle beslissingen nam voor de CCP in de provincie Hubei, hoewel zijn vriend Xian Zhongfa de formele leiding had als algemeen secretaris van de CCP in Hubei. Na beëindiging van de samenwerking van de CCP met de Kwomintang (KMT) in 1927 stelde Li Lisan de (kansloze) Nanchang-opstand voor tegen de KMT en nam daarbij energiek de leiding van de beveiligingsgardes op zich. Vanwege daar betoonde moed en zijn gebleken organisatietalent werd hij opgenomen in de centrale leiding van de CCP.
Op het 6e Nationale Congres van de CCP in Moskou (1928) werd Li’s vriend Xiang Zhongfa gekozen als algemeen secretaris met steun van de Komintern en de Sovjet-Unie. Gedurende de leiding van Xiang klom Li Lisan snel op in belang en werd in oktober 1928 een van de vier leden van het Politbureau met de portefeuille van het Departement voor Propaganda. In 1929 werd de CCP door het bureau voor het Verre Oosten van de Komintern beschuldigd van het onvoldoende actief zijn voor de Anti-Rechtse-Weg campagne en de oproep tot klassenoorlog waartegen Xiang protesteerde en Li in bescherming nam. Toen Zhou Enlai vervolgens naar Moskou gezonden werd voor nadere instructies kreeg Li de taken en verantwoordelijkheden van Zhou in de organisatie erbij en was hij de feitelijke partijleider van de CCP. Xiang trok uit berichtgeving van de Komintern, die de op handen zijnde ‘ineenstorting van het kapitalisme’ voorspelde, de conclusie dat de Chinese revolutie nu haar climax moest bereiken een standpunt dat door Li in extrema werd doorgevoerd en die vervolgens opriep tot opstanden in alle steden en uitbreiding van de revolutie tot het hele platteland van China. Hierbij werd door de Chinese leiding geen rekening gehouden met het opkomende fascisme waardoor Stalin liever middels de nationalistische Kwomintang zijn doel wilde bereiken en voorlopig in China eenheid wilde tegen Japan.

## Val
Vanaf juni 1930 begon Li Lisan een uitgebreid tegenoffensief tegen de Kwomintang, met een mengsel van stedelijke opstanden en aanvallen op steden door het Rode Leger. Het werd een algehele mislukking, de KMT sloeg de opstanden direct neer. De spanningen tussen de Komintern en de top van de CCP liepen sterk op en Stalin beroofde middels de Komintern de CCP van haar leiding en benoemde Wang Ming, zijn beschermeling, tot voorzitter van de CCP. In de ogen van de Komintern en Stalin was onderling wantrouwen en kritiek hetzelfde als verraad. Li had veel vijanden gemaakt binnen de partijkaders door zijn nogal hoog van de toren blazen en autoritaire stijl (zijn bijnaam was Grote Mond). 
Wang Ming en zijn groep van 28 Bolsjewieken kwamen terug uit Moskou, om de leiding van de CCP over te nemen zoals bedoeld door hun mentoren in Moskou, maar ze kregen een koude ontvangst van Li en het Chinese partijkader. Li werd door Stalin naar Moskou geroepen voor politieke studies en politiek onderzoek om hem tot inkeer te brengen; de leiding van de CCP had geen keuze want haar overleven was afhankelijk van Moskou. Li Lisan zou nog 15 jaar in Rusland moeten blijven. Zijn opvattingen over de aanpak van de revolutie in China werden als lilisanisme (de afwijkende LiLisan-lijn) afgewezen.
Li leed onder de zich herhalende sessies van kritiek, zelfkritiek en vernedering. Hij moest zijn partijboekje inleveren en werd gedurende meerdere jaren niet meer erkend als partijlid van de CCP. Toen Wang Ming en Kang Sheng naar Moskou terugkwamen als vertegenwoordigers van de CCP bij de Komintern gingen deze over tot zwartmaking en vervolging van Li waar en wanneer mogelijk. In 1935 werd het contact met de CCP weer hersteld en begon Li Lisan samen met Zhang Bao het dagblad Het Vaderland Redden dat later Tijd voor Nationale Redding zou worden, onder de vlag van de Komintern. Deze krant ageerde tegen het dreigende gevaar vanuit Japan voor China en werd over de hele wereld verspreid.
In 1935 ontmoette Li op de redactie Lisa (Elisaveta) Kisjkin, een lid van de Komsomol, en trouwde met haar.  In 1938, tijdens de Grote Terreur, werden Li Lisan en Zhang Bao gearresteerd door de NKVD, met duizenden anderen. De gehele Komintern werd weggevaagd. Li wordt gedurende 2 jaar intensief ondervraagd en gemarteld maar werd eind 1939 vrijgelaten.
Hij overleefde de oorlog in de Sovjet-Unie samen met zijn vrouw Lisa en in 1943 werd dochter Inna in Moskou geboren.

## Tweede carrière
In 1946 keerde Li terug naar China waar hij naar Harbin in Mantsjoerije ging om te werken voor de leiding van het Rode Leger. Hij hoorde daar dat Mao hem niet vergeten was en dat hij ondanks al zijn wederwaardigheden bij verstek herkozen was in het Centraal Comité van de CCP waarvan hij formeel niet eens meer lid was. Zijn vrouw Lisa en dochter Inna voegden zich bij hem en hun tweede dochter, Alla, werd in 1947 te Harbin geboren.
De Koude Oorlog was in 1946 begonnen en de vijandelijkheden met de Kwomintang werden hervat.
Op 1 oktober 1949 werd door Mao en de CCP de Volksrepubliek China uitgeroepen. Li Lisan zat op die dag als derde van links naast Mao op de tribune op het Tiananmenplein. De Kwomintang was naar Taiwan gevlucht. Li Lisan werd minister van Arbeid (zijn specialisme als arbeidsorganisator) in het eerste kabinet van Mao, een post waarvan hij in 1951 weer werd ontheven wegens meningsverschillen over het te voeren beleid met betrekking tot justitie en strafregimes. (Hij waarschuwde tevergeefs tegen invoering en hantering van de door hem zelf ondervonden stalinistische methoden bij verhoor, berechting en correctie resp. straftenuitvoerlegging zoals in de goelags). Een ander geschilpunt met Mao betrof zijn eigen werkterrein: Li was voorstander van de oprichting van onafhankelijke vakbonden. Wel wist Li nog enige democratische wetgeving ten behoeve van de industrie in te voeren (later door Mao benoemd als de ‘Wet van de Anshan-hoogoven’).  Li bleef echter wel een prominent lid van het Centrale Comité en behield aanvankelijk al zijn voorrechten.

## Val en einde
In 1956 ontwikkelde zich na de dood van Stalin (1953) en de rede van Nikita Chroesjtsjov dooi in het Oostblok waartegen Mao zich sterk afzette. In Peking werd een poging gedaan op het partijcongres van de CCP om Mao’s macht te beperken, die mislukte. Li Lisan werd gedwongen tot een uitgebreide zelfkritiek en mocht niet meer deelnemen aan de leiding.
Er vond vanaf dat jaar een sterke en toenemende verwijdering plaats tussen de CCP en de Sovjet-Unie (die door Mao als revisionistisch werd bestempeld).
Mao noemde in 1957 in meerdere toespraken tot conferenties van het Centrale Comité Li Lisan samen met in ongenade gevallen hoge kaderleden als Zhang Guotao, Rao Shushi en Wang Ming als slechte bureaucraten en voorbeelden van ongewenste afwijkingen van de partijlijn (en als feitelijke fouten van het partijcentrum). Bijvoorbeeld op 16 en 27 februari 1957 te Yinian Tang. Zijn ex-collega's meden hem vanaf dat moment.
In 1958 ging Li werken als hoger kaderlid aan de industrialisering van het land op het Bureau voor het Noorden, zijn vrouw Lisa werd docent Russisch aan de universiteit.
In 1966 ontketende Mao de Culturele Revolutie. Li Lisan kreeg samen met zijn vrouw huisarrest en verloor geleidelijk zijn resterende voorrechten. Zijn vrouw leverde haar Russische paspoort in om haar loyaliteit aan China te tonen. 
Kang Sheng spaarde geen moeite om zijn oude rivaal te beschuldigen en te vernederen. Li werd als agent van de Sovjet-Unie afgeschilderd en oude beschuldigingen werden weer herhaald. Het duurde niet lang of hij wordt opgeroepen voor zgn. "strijdsessies" waarbij hij in het openbaar te kijk werd gezet, uitgejouwd werd, aan zelfkritiek moest doen en mishandeld werd. Hij werd gemarteld door de Rode Garde. In juni 1967 werd Li gearresteerd en stierf op de 22e juni aan vermeende ‘zelfmoord’. Samen met Liu Shaoqi die een jaar later aan verwaarlozing en gebrek aan medische behandeling stierf behoort hij tot de belangrijkste figuren van de Chinese revolutie die ten gevolge van de Culturele Revolutie de dood vonden.
Zijn vrouw Lisa Kisjkin en dochters werden ook gearresteerd en gevangengezet. Lisa bracht acht jaar in volledig isolement door in de Qinsheng-gevangenis waarna ze nog voor bijna vier jaar naar Shaanxi verbannen werd.
In 1980 volgde officiële postume rehabilitatie van Li Lisan door Deng Xiaoping die zelf ook een Frankrijk-veteraan was.